# Seguretat viària
La seguretat viària  consisteix en la prevenció d'accidents de trànsit o la minimització dels seus efectes, especialment per a la vida i la salut de les persones, prevenint un possible accident de trànsit. També es refereix a les tecnologies emprades per a aquest fi en qualsevol vehicle de transport terrestre (òmnibus, camió, automòbil, motocicleta i bicicleta).
Les normes reguladores de trànsit i la responsabilitat dels usuaris de la via pública componen el principal punt en la seguretat viària. Sense una organització per part de l'estat i sense la moderació de les conductes humanes (particulars o col·lectives) no és possible aconseguir un òptim resultat.

## Seguretat primària
Aquella que assisteix el conductor per evitar un possible accident intervenint de manera permanent durant la circulació, per exemple:
- Sistema retrovisor: visibilitat del conductor de la circulació que passa darrere, miralls, eliminació de punts cecs, i altres ajudes de control com radars, comunicació de seguretat sense fils del vehicle i visió nocturna.
- Sistemes de suspensió.
- Sistema frenat, entre els quals es poden trobar diferents tipus, entre eficients i molt eficients: ABS (Antilock Brake System: sistema antibloqueig de frens) amb EBV (repartiment electrònic de frenada). ESP (control d'estabilitat), amb EDL (control de tracció).
- Sistema de direcció.
- Sistema d'il·luminació. L'ús de les llums és un punt fonamental dins de la seguretat activa en la circulació, ja que per mitjà de les mateixes els conductors i usuaris de la via pública es comuniquen entre les persones.

## Seguretat terciària
Aquella encarregada de minimitzar les conseqüències negatives d'un accident després que aquest hagi succeït.
- Tancament automàtic de la injecció de combustible per impedir incendis.
- Dipòsit de combustible i elements auxiliars dissenyats per evitar el vessament de combustible en cas de col·lisió (cotxes com el Ford Pinto es van fer famosos per oblidar aquesta precaució).
- Avís automàtic a centre d'emergències després d'un accident (opcional en alguns vehicles nord-americans).
- Portes dissenyades per a una fàcil obertura després de l'accident.
- Sivelles del cinturó de seguretat de fàcil obertura.
- Portar eines de seguretat en cas d'emergència.

## Seguretat de nadons i nens
La seguretat automobilística és crítica en aquests casos, sobretot considerant que els dispositius existents no han estat dissenyats per a ells. En molts països (per exemple, als Estats membres de la Unió Europea) és obligatori l'ús de mecanismes de retenció apropiats al pes i l'alçada, des cadires especials fins elevadors que impedeixin que el cinturó de seguretat provoqui asfíxia si s'escau un accident. En tots els casos s'han d'utilitzar seguint les instruccions del fabricants, i cal recordar el perill que pot representar per a un nadó o nen la bossa d'aire del seient de l'acompanyant.

## Seguretat davant la conducció rutinària
Molts conductors que segueixen la mateixa ruta cada dia ho fan sense utilitzar l'àrea del cervell on té lloc el pensament conscient, segons afirma el científic especialista en trànsit Michael Schrekkenberg, de la Universitat de Duisburg- Essen (Alemanya). Com coneixen el camí, els conductors s'ocupen d'altres coses en comptes de concentrar-se en el trànsit, en conseqüència, triguen més a advertir els perills. Per això, se'ls recomana recordar contínuament la necessitat d'estar alerta i no distreure de la carretera.

## El color de les actuacions
En Auckland (Nova Zelanda), un estudi (Newsted i D'Elía, 2007) va descobrir que els automòbils de color plata van tenir una taxa significativament menor de patir accidents greus que les actuacions color cafè, negre i verd.
L'estudi de color dels vehicles, realitzat pel MUARC (Centre d'Investigació d'Accidents de la Universitat de Monash) i publicat el 2007, va analitzar 855.258 accidents ocorreguts entre 1987 i 2004 en els estats australians de Victòria i Austràlia Occidental que van donar com a resultat lesions o almenys el remolc d'un vehicle.
L'estudi analitza el risc relacionat amb les condicions de llum.
La següent taula presenta la relació entre els accidents de trànsit i els diferents colors d'automòbils. Com a unitat s'utilitza la perillositat del color blanc. Per exemple,
- Durant el dia, el color plata és 10% més perillós que el color blanc
- Al capvespre o l'alba és 15% més perillós i
- De nit és 8% més perillós.

| Color de l'automòbil | De dia | Al capvespre o alba | A la nit |
| -------------------- | ------ | ------------------- | -------- |
| Malva                | 1,07   | 19,3                | 0,65     |
| Porpra               | 0,11   | 1,01                | 1,10     |
| Ataronjat            | 0,89   | 1,21                | 0,77     |
| Or                   | 0,98   | 1,04                | 1,10     |
| Beix                 | 0,93   | 1,16                | 0,97     |
| Groc                 | 1,00   | 0,88                | 1,00     |
| Blanc                | 1,00   | 1,00                | 1,00     |
| Crema                | 1,03   | 0,99                | 0,92     |
| Verd                 | 1,04   | 1,03                | 1,04     |
| Cafè                 | 1,05   | 1,12                | 0,98     |
| cafè vermellós       | 1,07   | 0,82                | 1,09     |
| Blau                 | 1,07   | 0,96                | 1,03     |
| Vermell              | 1,07   | 1,02                | 1,10     |
| Plata                | 1,10   | 1,15                | 1,08     |
| Gris                 | 1,11   | 1,25                | 1,07     |
| Negre                | 1,12   | 1,47                | 0,92     |
| Rosat                | 1,19   | 0,66                | 1,06     |

### Informació desvirtuada a internet
Per raons desconegudes, aquesta informació ha estat desvirtuada en les pàgines web en espanyol (i per tant en diferents diaris a tot el món).
Es diu que en Auckland (Nova Zelanda), una tal Sue Furness dur a terme un estudi que va descobrir que els automòbils de color plata van tenir una taxa significativament menor de patir accidents greus que les actuacions color cafè, negre i verd.
En realitat, l'estudi de Furness va ser realitzat al Regne Unit, i és citat en l'estudi neozelandès.